# Ninety Mile Beach

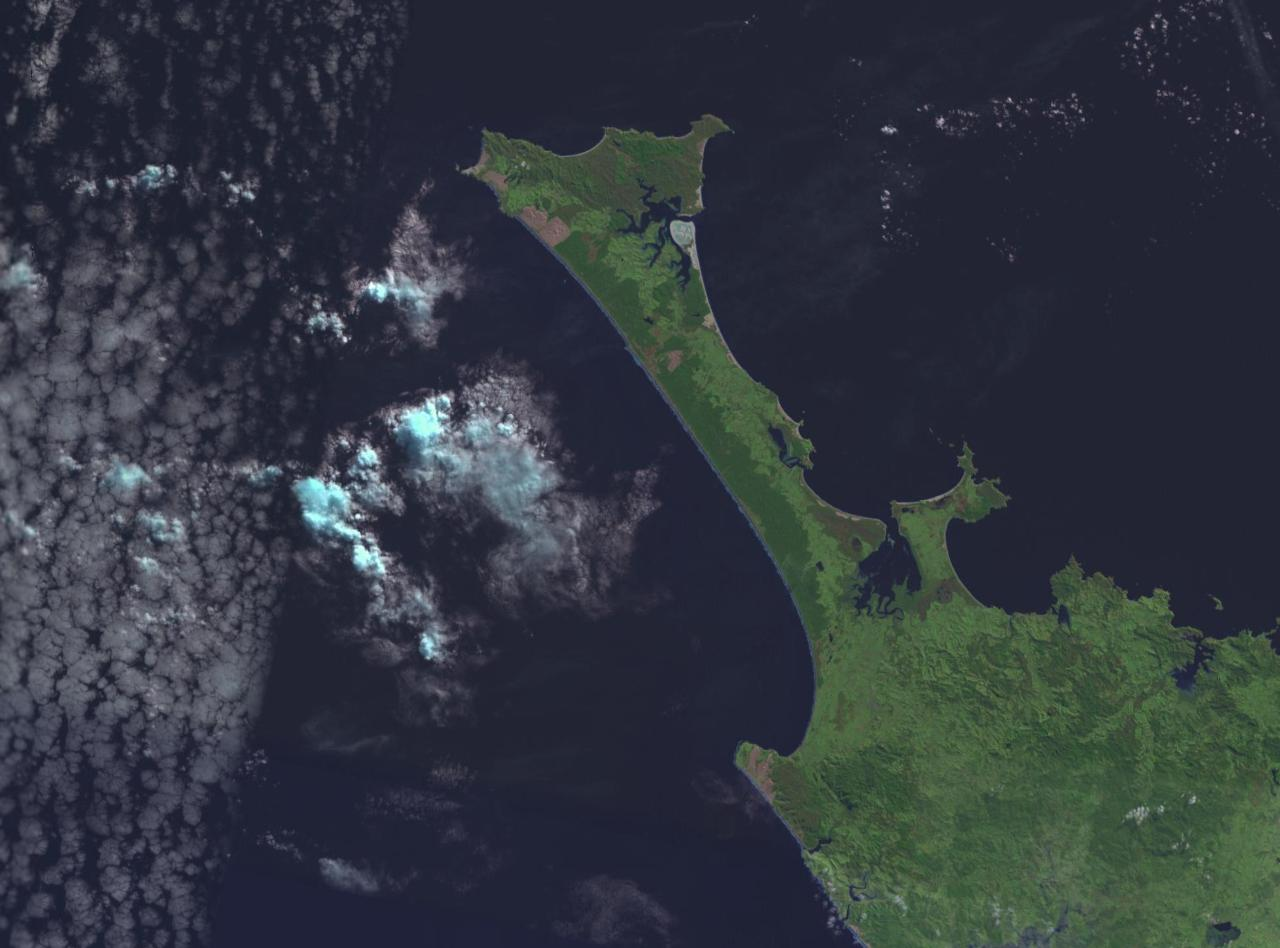
Satellitbild över Aupourihalvön och Ninety Mile Beach tagen av NASA.

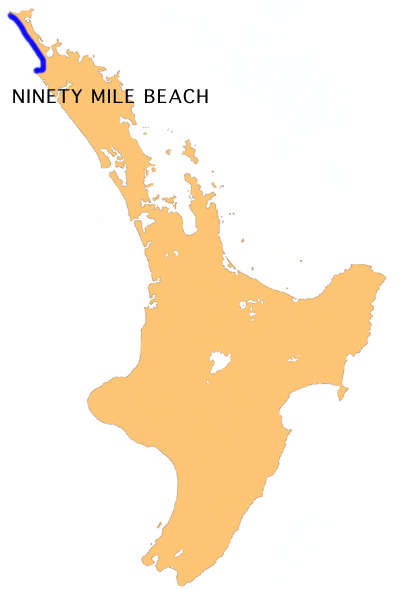
Ninety Mile Beachs läge på Nordön.

Ninety Mile Beach ligger  på den västra kusten av den nordligaste udden på Nordön i Nya Zeeland. Den användes som flygbana 1932 när postflyg hade upprättats mellan Australien och Nya Zeeland. Nu för tiden är den en del av det nyzeeländska vägnätet, dock används den mest av turister eller som ersättningsväg när huvudvägen är avstängd.
Trots sitt namn är stranden endast 55 engelska mil lång, vilket motsvarar 90 kilometer. Vissa hävdar att den fick sitt namn av munkar som tog tre dagar på sig att ta sig sträckan längs stranden, hästarna de färdades på kunde ta sig (i genomsnitt) 30 miles per dag och således döptes den efter hur lång munkarna trodde att stranden var; de glömde dock att hästarna inte kunde färdas lika snabbt på sanden i vattenbrynet som de kunde på vägen.